# Брестский ледовый дворец спорта
«Бре́стский ледо́вый дворе́ц спо́рта» (бел. «Брэ́сцкі лядо́вы пала́ц спо́рту») — спорткомплекс в городе Брест, Беларусь.
Введён в эксплуатацию 30 июня 2000 года. Основное назначение — проведение матчей по хоккею с шайбой, соревнований по фигурному катанию, шорт-треку и другим ледовым видам спорта. Предусмотрена возможность трансформирования хоккейной коробки в площадку для игровых видов спорта, спортивных единоборств, тенниса, тяжёлой атлетики, гимнастики, бокса, а также в сцену для проведения концертов и других зрелищных мероприятий. Вместимость дворца составляет 2198 зрителей, имеются VIP места. В свободное от спортивных мероприятий время ледовая площадка задействована для проведения массовых катаний на коньках.
Дворец спорта построен за счет средств республиканского бюджета и является городской коммунальной собственностью. Арена служит домашней площадкой хоккейного клуба «Брест» выступающего в белорусской экстралиге, а также базой для детских хоккейных секций и ДЮСШ.